# San José Zapotal
San José Zapotal är en ort i Mexiko.   Den ligger i kommunen Las Margaritas och delstaten Chiapas, i den sydöstra delen av landet, 900 km öster om huvudstaden Mexico City. San José Zapotal ligger 493 meter över havet och antalet invånare är 126.
Terrängen runt San José Zapotal är huvudsakligen kuperad, men söderut är den platt. San José Zapotal ligger nere i en dal. Runt San José Zapotal är det ganska glesbefolkat, med 34 invånare per kvadratkilometer. Närmaste större samhälle är Santo Domingo de las Palmas, 19,3 km öster om San José Zapotal. I omgivningarna runt San José Zapotal växer i huvudsak städsegrön lövskog.